# Washita Battlefield National Historic Site
Pour les articles homonymes, voir Washita.
Le Washita Battlefield National Historic Site est une aire protégée américaine dans le comté de Roger Mills, dans l'Oklahoma. Créé le 12 novembre 1996, ce site historique national protège le théâtre de la bataille de la Washita, déjà classé National Historic Landmark le 12 janvier 1965 et inscrit au Registre national des lieux historiques le 15 octobre 1966.